# Theodore Schultz
Theodore William Schultz, född 
30 april 1902 i Arlington i South Dakota, död 26 februari 1998 i Evanston i Illinois, var en amerikansk nationalekonom som belönades med Sveriges Riksbanks pris i ekonomisk vetenskap till Alfred Nobels minne 1979.

## Biografi
Schultz fick lämna skolan utan att ha genomgått gymnasiet på grund av arbetskraftsbristen under första världskriget. I slutet av 1921 påbörjade han sedan en kortare jordbrukskurs vid South Dakota State College, och 1924 påbörjade han en regelrätt högskoleutbildning där, och tog examen 1927. Han tilltalades därefter av den icke-ortodoxa ekonomiutbildningen som gavs vid University of Wisconsin vid denna tid, och lyckades bli antagen till forskarutbildningen där, samt tog en doktorsexamen (Ph.D.) 1930. Från 1930 till 1943 var han verksam vid Iowa State College och från 1943 till 1972 vid University of Chicago.

## Insatser inom nationalekonomi
Schultz forskningsområde var jordbruksekonomi. Han är mest känd för sina studier av humankapitalets roll i ekonomisk utveckling.
I sin bok Transforming Traditional Agriculture (1964) ifrågasatte Schultz den då vanliga åsikten inom utvecklingsekonomin, att jordbrukare i utvecklingsländer var irrationella genom att inte vilja bedriva sin verksamhet mer innovativt. Schultz menade istället att jordbrukarna agerade rationellt mot bakgrund av höga skatter och konstlat låga priser på jordbruksprodukter på grund av statliga prisregleringar. Därtill påpekade han att utvecklingsländerna saknade den stödverksamhet som behövs för att utbilda jordbrukare i nya odlingsmetoder.
Schultz arbetade empiriskt, och besökte jordbruk i flera länder för att studera hur jordbruksverksamheten fungerade i praktiken. Bland annat besökte han flera olika platser i Sovjetunionen 1929 och kom sedan tillbaka till samma platser 1960.
För sina insatser inom nationalekonomin belönades Schultz med Sveriges Riksbanks pris i ekonomisk vetenskap till Alfred Nobels minne 1979, tillsammans med William Arthur Lewis. Prismotiveringen för Schultz och Lewis löd "för deras pionjärarbeten inom ekonomisk utvecklingsforskning med särskild hänsyn till u-ländernas problem".